# Веткин проезд
Ве́ткин прое́зд — небольшая улица на севере Москвы в районе Марьина Роща Северо-Восточного административного округа, от Веткиной улицы.

## История
Назван в 1994 году по Веткиной улице. Прежнее название — Ширяевский тупик — по фамилии домовладельца (неканоническое имя Ширяй — «широкоплечий»).

## Расположение
Веткин проезд образован на стыке полос отвода Московско-Белорусско-Балтийской (позднее — Калининской) и Октябрьской железных дорог. Проезд начинается от Веткиной улицы и проходит вдоль главного хода Октябрьской железной дороги (станция Москва-Товарная) напротив Мурманского проезда, заканчивается в промышленной зоне.